# Strukovci
Strukovci (madžarsko Sűrűház) so naselje v Občini Puconci.

## Lega in zaselki
Strúkovci, v Strúkovcih, iz Strúkovec, strúkovski, Strúkovčarje. Prekmursko Strükovci. Vas obsega več delov: ob cesti Puževci - Skakovci so Spodnji Strúkovci; med mlinskim kanalom in regulirano Ledavo Ledavčani; 100 m od ceste, ki pelje v Zgornje Strúkovce je zaselek Bácov Kot; južno od njega je Pávlov Breg; na terasi pa so Zgornji Strúkovci. Ob zahodnem robu vasi teče Veliki potok, ki se izliva v Ledavo.

## Zemlja in pridelki
Prst je zelo različna: ilovnata, lapornata, lahka, sipka in bela. Med teraso in Ledavo je mešan listnat gozd. Manjši gozd je tudi na meji proti Topolovcem. Pod teraso in južno od kanala so precej zamočvirjeni travniki. Ostale površine (Dugo poule, Poule pod Brezjem, Gajič, Gres, Sejle, Ogradi) so obdelane. Glavni pridelki so pšenica, ječmen, koruza, krmne rastline, oves. Sadno drevje in brajde so le po vrtovih. Revir je bogat s poljsko divjačino, pripada pa lovski družini Cankova.